# Daniël de Blocq van Haersma de With
Jhr. Daniël de BIocq van Haersma de With (Metslawier, 28 juni 1850 − De Bilt, huis Terre Neuve, 16 januari 1928) was een Nederlands bestuurder.

## Biografie
De With was een telg uit het geslacht De With en een zoon van bestuurder jhr. mr. Jan Minnema van Haersma de With (1821-1889) en Jacoba Cecilia Coenradina van BoeIens (1822-1864). Hij trouwde in 1891 met Henriëtta Wilhelmina van Naamen (1864-1950), telg uit het geslacht Van Naamen, met wie hij een dochter kreeg.
De With promoveerde in 1875 te Utrecht op stellingen in de rechten. Vervolgens werd hij in 1879 burgemeester van De Bilt wat hij tot 1907 zou blijven. Hij bekleedde daarnaast nog verscheidene andere functies waaronder hoogheemraad van Lekdijk Benedendams en de IJsseldam, van 1896 tot 1920.
Jhr. mr. D. de Blocq van Haersma de With overleed in 1928 op 77-jarige leeftijd.